# Charles Marie Bouton
Pour les articles homonymes, voir Bouton.
Charles Marie Bouton, né le 16 mai 1781 à Paris où il est mort le 28 juin 1853, est un peintre et graveur français.

## Biographie

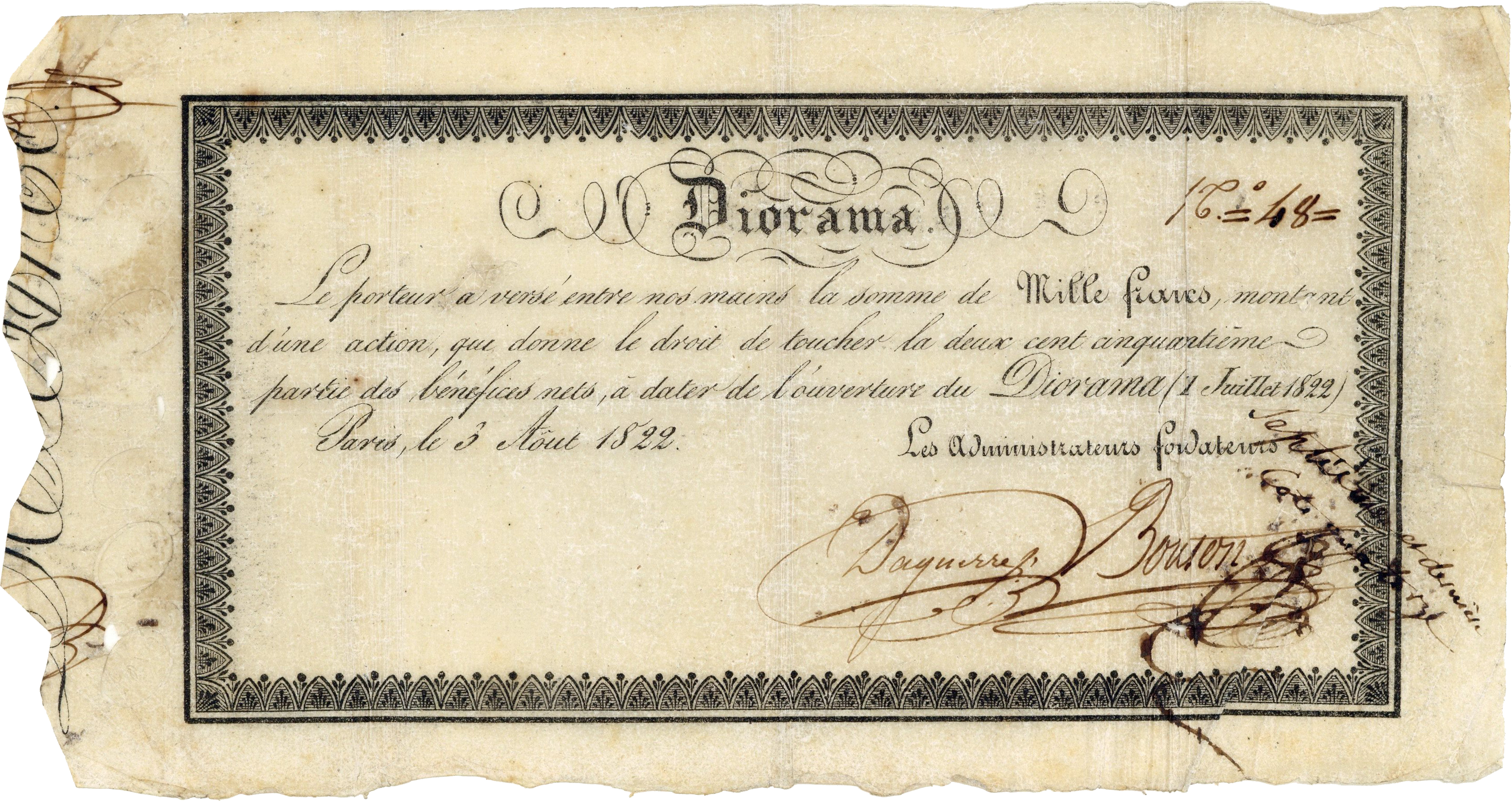
Action de la Société d'exploitation du Diorama de Paris de 1000 francs, émise le 3 août 1822, signée en original par les deux inventeurs et administrateurs fondateurs Charles Marie Bouton et Louis Daguerre.

Élève de Jacques Louis David, Jean-Victor Bertin et de Pierre Prévost, il a contribué à la réalisation de panoramas et il s’attacha surtout à la perspective et à l’art de distribuer la lumière. Cela le conduit ainsi à l’invention du Diorama en 1822, dont il partage l’honneur avec Louis Daguerre.
Bouton qui a résidé longtemps à Honfleur (rue Bosquet), avait installé avec son associé Daguerre, un atelier de pose au début de 1848

## Œuvres
- Souterrains de Saint-Denis (1810)

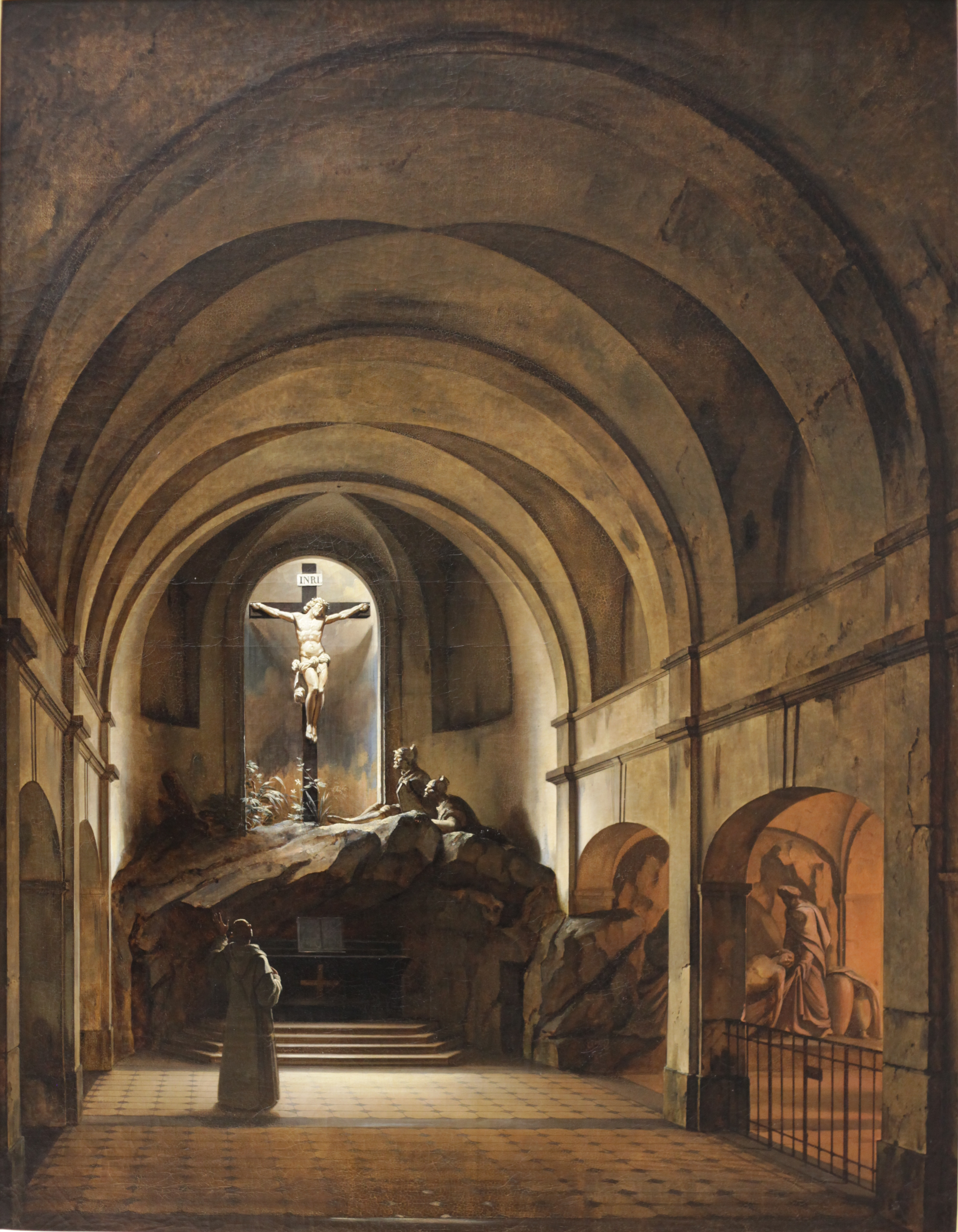
Chapelle du Calvaire dans l'église Saint-Roch.

- La Porte St-Jacques à Troyes (1810)
- Les Bains de Julien (1814)
- La Chapelle du Calvaire à St-Roch (1817)
- Saint-Louis au tombeau de sa mère (1819)
- Jeanne Gray allant au supplice (1822)
- Crypte de Saint-Gervais (1823)[2]
- Vue de Rouen prise de Bonsecours (vers 1829-1830)
- Vue de la cathédrale de Chartres (1833)
- Vue intérieure de l’église Saint-Étienne-du-Mont (1842)
- s.d.  -  Devant la prison , Musée des beaux-arts de Beaune

- - La vue d'un canal en Chine et l'Église de Saint-Paul de Rome, dioramas de 1849, ont disparu lors de l'incendie de l’église Saint-Paul de Rome[3].